# Markus Dröge

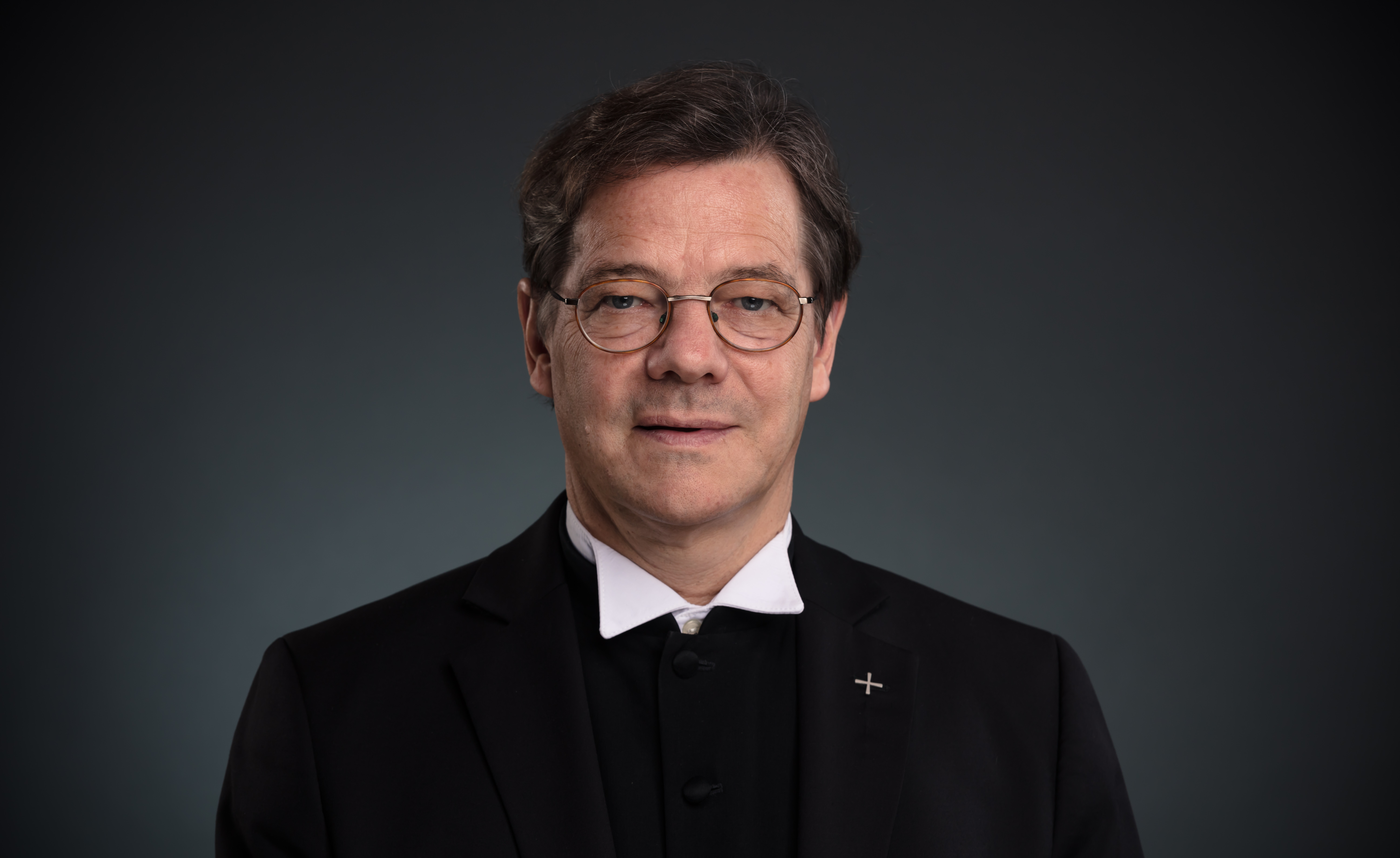
Markus Dröge (2017)

Markus Dröge (* 16. Oktober 1954 in Washington, D.C.) ist ein deutscher evangelischer Theologe. Er war von 2009 bis 2019 Bischof der Evangelischen Kirche Berlin-Brandenburg-schlesische Oberlausitz (EKBO) und ist seit 2022 Vorstandssprecher der politischen Stiftung Zukunft Berlin.

## Leben und Wirken
Markus Dröge ist der Sohn des Diplomaten Heinz Dröge, wuchs in Washington, Bonn, Paris und Brüssel auf und studierte an den Universitäten Bonn, München und Tübingen. 1983 wurde er Vikar in der Evangelischen Kirche im Rheinland. Im Jahre 1985 übernahm er seine erste Pfarrstelle in der Kirchengemeinde Koblenz-Karthause und wechselte 1994 in die Kirchengemeinde Koblenz-Mitte.
Ab 2004 amtierte Dröge als Superintendenten des Kirchenkreises Koblenz. Am 15. Mai 2009 wurde er als Nachfolger von Wolfgang Huber zum Bischof der Evangelischen Kirche Berlin-Brandenburg-schlesische Oberlausitz (EKBO) mit Sitz in Berlin gewählt und am 14. November 2009 in sein neues Amt eingeführt, das er bis zum 16. November 2019 ausübte. Sein Nachfolger ist Christian Stäblein.
In der neuen Position als Bischof führte er den unter seinem Vorgänger eingeleiteten Reformprozess in der EKBO voran, der als Zwischenergebnis unter anderem in den 2014 von ihm federführend verfassten Zehn Thesen: „begabt leben – mutig verändern“ (Ergebnisse des Konsultationsprozesses „Welche Kirche morgen?“) mündete.
Während des Reformationsjubiläumsjahres 2017 war die EKBO Gastgeberin des Deutschen Evangelischen Kirchentages in Berlin und Potsdam. Dröge hielt unter anderem beim Eröffnungsgottesdienst vor dem Reichstag die Predigt.
Dröge ist verheiratet und hat drei Kinder.
Dröges Großvater, Alfred Dobbert, stimmte als Reichstagsabgeordneter der SPD gegen das Ermächtigungsgesetz vom 24. März 1933.

## Weitere Tätigkeiten
Im Jahre 1999 wurde Dröge zum Doktor der Theologie promoviert und übernahm 2000 neben seinen pfarramtlichen Aufgaben einen Lehrauftrag für Systematische Theologie an der Universität Koblenz-Landau. Von 2002 bis 2004 absolvierte er eine Ausbildung als Systemischer Berater beim Institut für Familientherapie Weinheim. Von 2007 bis 2009 war er außerdem Vorsitzender des Kuratoriums der Evangelischen Akademie im Rheinland.
Dröge war von Juni 2010 bis Oktober 2012 Vorsitzender des Aufsichtsrates des Evangelischen Entwicklungsdienstes (eed). Am 11. November 2014 wurde Dröge von der EKD-Synode als Nachfolger von Nikolaus Schneider in den Rat der EKD gewählt.

## Positionen

### Ökumene
Markus Dröge setzt sich für eine Stärkung der Ökumene in den christlichen Kirchen ein. Bereits in seiner Zeit als Superintendent in Koblenz war er Mitbegründer der dortigen Arbeitsgemeinschaft Christlicher Kirchen. Als Bischof in Berlin führte er 2010 den Gottesdienst für verfolgte Christen in aller Welt ein, der jedes Jahr in der Bischofskirche St. Marien in Berlin-Mitte an Reminiszere, dem zweiten Sonntag in der Passionszeit vor Ostern begangen wird. Viele Kirchengemeinden der EKBO folgen dem und feiern an diesem Tag ebenfalls solche Gottesdienste.
Gemeinsam mit Erzbischof Heiner Koch vom katholischen Erzbistum Berlin führte er die Möglichkeit eines konfessionell-kooperativen Religionsunterrichtes in Berlin ein. Am 6. Oktober 2017 unterschrieb er öffentlich mit dem Erzbischof die gemeinsame Vereinbarung, die in ihrer konkret ausgestalteten Form die erste dieser Art in Deutschland ist.
Dröge war ein scharfer Kritiker der Aufhebung der Exkommunikation der vier Bischöfe der Piusbruderschaft durch Papst Benedikt XVI.: „Hier wurde die ökumenische Schmerzgrenze deutlich überschritten.“ Papst Benedikt schreibe „die Linie der Öffnung des Zweiten Vatikanischen Konzils“ nicht fort, sondern lenke „die römische Kirche in einen Traditionalismus“.
Auch für den Dialog mit anderen Religionsgemeinschaften setzt er sich ein: So schuf er kurz nach seiner Amtsübernahme als Bischof eine neue Pfarrstelle im Berliner Missionswerk, die den interreligiösen Dialog, vor allem mit muslimischen und jüdischen Gemeinden, aber auch anderen Religionen fördern soll.

### Menschen auf der Flucht
Bischof Dröge setzt sich für eine humane und positive Asyl- und Integrationspolitik ein, die sich am Leitbild der Nächstenliebe orientiert. Er hat sich persönlich für eine Lösung der Berliner Flüchtlingssituation eingesetzt, die unter anderem durch einen Hungerstreik auf dem Pariser Platz vor dem Brandenburger Tor und später durch die Besetzung des Oranienplatzes in Berlin-Kreuzberg verschärft hatte. Nachdem er im Oktober 2013 die Hungerstreikenden besucht hatte, nahmen Gemeinden der EKBO viele Flüchtlinge auf.
Mit einem Bischofswort auf der Herbstsynode der EKBO 2014 regte er die Initiierung der Flüchtlingskirche St. Simeon in Berlin an; die Gründung erfolgte am 8. Oktober 2015.

### Auseinandersetzung mit AfD und Rechtspopulismus
Markus Dröge gilt als scharfer Kritiker der AfD und deren Menschenbildes. Ebenso lehnt er jede Form des Rechtspopulismus und menschenfeindliche Äußerungen gegen Fremde und angebliche Andere ab und hat sich dazu häufiger zu Wort gemeldet. Dennoch war er als einer der ganz wenigen Kirchenvertreter deutschlandweit bereit, sich einer öffentlichen Diskussionsrunde mit einer Vertreterin der „Christen in der AfD“ zu stellen. Trotz teilweise heftiger Kritik daran fand die Veranstaltung auf dem Kirchentag 2017 in Berlin statt. Die Vertreterin der AfD, Anette Schultner, trat fünf Monate nach der Podiumsdiskussion, auf der Dröge den „Christen in der AfD“ vorhielt, dass sie für die rechten Kreise in der AfD lediglich als Feigenblatt dienten, aus der Partei aus.

## Gremienzugehörigkeiten
- Während der Amtszeit als Bischof auch Mitglied der Kirchenkonferenz der Evangelischen Kirche in Deutschland (EKD) und Mitherausgeber von die Kirche,
- seit November 2009: Vorsitzender des Kuratoriums der Stiftung St. Matthäus,
- seit November 2009: Vorsitzender des Kuratoriums der Evangelischen Hochschule Berlin (EHB),
- seit 2010: Kuratoriumsmitglied der Gesellschaft für Christlich-Jüdische Zusammenarbeit in Berlin[20]
- ab 2012 Mitglied im Stiftungsrat der Leo Baeck Foundation,
- von 2012 bis 2021: Vorsitzender des Aufsichtsrates des Evangelischen Werkes für Diakonie und Entwicklung (EWDE),
- seit März 2020 Mitglied im Nationalen Begleitgremium zur Endlagersuche für hoch radioaktive Abfälle (NBG)[21]
- seit 2006 Mitglied der Stiftung Zukunft Berlin[22]

## Schriften (Auswahl)
- „Zeuge“ der Auferstehung. Systematische Erwägungen zur Osterpredigt. In: Sigrid Brandt, Bernd Oberdorfer (Hrsg.): Resonanzen. Theologische Beiträge. Michael Welker zum 50. Geburtstag, Wuppertal, 1997, S. 26–45
- Kirche in der Vielfalt des Geistes. Die christologische und pneumatologische Begründung der Kirche bei Jürgen Moltmann (zugleich: Heidelberg, Universität, Dissertation 1999), Neukirchen-Vluyn, 2000
- Auf keine andere Weise. Nur in Jesus Christus findet die Kirche zur Einheit: Nikolaus von Kues und die Ökumene, in: zeitzeichen 4/2001, 42f.
- Thomas Darscheid, Markus Dröge, Ulrich Offerhaus (Hrsg.): Den Koblenzer Cusanus entdecken. Beiträge aus dem Cusanusjahr 2001 in Koblenz, Koblenz, 2001
- Markus Dröge, Erich Engelke, Andreas Metzing, Ulrich Offerhaus, Thomas M. Schneider, Rolf Stahl (Hrsg.): Pragmatisch, preußisch, protestantisch...Die Evangelische Gemeinde Koblenz im Spannungsfeld von rheinischem Katholizismus und preußischer Kirchenpolitik. Schriftenreihe des Vereins Rheinische Kirchengeschichte, Bd. 161, Bonn, 2003
- „Wo sind die Toten?“. Grundlinien einer evangelischen Eschatologie. In: Hans-Gerd Wirtz: Tod – und was kommt danach?, Trier, 2005, 63–85
- Freundschaftlich anders sein. Neue Chancen in der „Ökumene der Profile“, EvTh, Bd. 67, 2007, Heft 4., 307–315
- Jürgen Moltmann, Theologie der Hoffnung. In: Christian Danz (Hrsg.): Kanon der Theologie. 45 Schlüsseltexte im Portrait, WBH, Darmstadt, 2009, 302–310
- Ein theologisches Grundsatzproblem, in: FAZ Nr. 36, 12. Februar 2009, S. 8.
- Volkskirche als Modell für die Zukunft. Überlegungen zu den Reformprozessen in der Evangelischen Kirche. In: Petra Bosse-Huber, Christian Drägert (Hrsg.): Glaube und Verantwortung. Festschrift zum 65. Geburtstag von Nikolaus Schneider. Neukirchen-Vluyn 2012, 145–156
- Unterwegs zur Versöhnung. Im Gespräch mit Markus Dröge, Wichern-Verlag, Berlin 2013
- Warum interreligiöser Dialog? – Visionen, Voraussetzungen und Chancen des christlich-islamischen Dialoges vor dem Berliner Erfahrungshintergrund. In: Roland Herpich, Andreas Goetze (Hrsg.): Toleranz statt Wahrheit?. Herausforderung interreligiöser Dialog. Berliner Reihe für Ökumene, Mission und Dialog, Band 1. Berlin 2013, 18–30
- Ein Gelehrter auf der Suche nach dem Reich Gottes, Predigt zu Lukas 10, 25-37, in: Gottes Geist und menschlicher Geist, Hrsg. Gregor Etzelmüller, Heike Springhart, Leipzig 2013, 17–22
- »Wie wird Friede?« 80 Jahre nach Dietrich Bonhoeffers Friedensrede bei der ökumenischen Tagung auf Fanö, epd-Dokumentation Heft 39–2014, 18–25
- Karl-Barth-Preis für Michael Welker: Laudatio, gehalten bei der festlichen Preisverleihung am 9. Juli 2016 in Basel, in: BThZ 33. Jg., Heft 2, 2016, 317–325
- Orientierung gewinnen. Die Bedeutung einer empirisch informierten Praktischen Theologie für die Aufgabe der Kirchenleitung, in: Praktische Theologie. Zeitschrift für Praxis in Kirche, Gesellschaft und Kultur, 3–2016, 152–158
- Was haben wir Christen, was hat die Evangelische Kirche dem wachsenden Rechtspopulismus entgegenzusetzen? Vortrag auf der Kreissynode des Kirchenkreises Teltow-Zehlendorf, 25. März 2017, in: BThZ, 35. Jg., Heft 1, 2018, 139–157
- Dokumentation der Podiumsdiskussion des Deutschen Evangelischen Kirchentages in Berlin mit Anette Schultner am 25. 5. 2017, in:. W. Thielmann (Hrsg.): Alternative für Christen? Die AfD und ihr gespaltenes Verhältnis zur Religion, Neukirchen-Vluyn 2017, 165–192.
- Christen müssen sich einmischen, Cicero-online, 28. September 2017.
- Kann man mit Rechtspopulisten sachlich streiten?, in: Risiko und Vertrauen – Risk and Trust, Hrsg. Heike Springhart, Günter Thomas, Festschrift für Michael Welker zum 70. Geburtstag, Leipzig, 2017, 317–324